# لیدیان لوپس
لیدیان لوپس (متولد ۱ سپتامبر ۱۹۹۴) دوندهٔ اهل کیپ ورد است که در دوی ۱۰۰ متر و ۲۰۰ متر تخصص دارد. او رکورددار کنونی کیپ ورد در دوی ۱۰۰ متر است. لوپس در بازی‌های المپیک تابستانی ۲۰۱۲ و ۲۰۱۶ شرکت کرده است. او در هر دو المپیک در دوی ۱۰۰ متر شرکت کرد. او همچنین در مسابقات جهانی دو و میدانی، مسابقات قهرمانی دو و میدانی جوانان جهان، مسابقات قهرمانی دو و میدانی نوجوانان جهان، بازی‌های فرانکوفونی، بازی‌های لوزوفونی، بازی‌های آفریقایی و مسابقات قهرمانی ایبرو-آمریکایی در دو و میدانی شرکت کرده است.

## مسابقات

### ۲۰۱۱–۱۲
اولین حضور لوپس در مسابقات بین‌المللی دو و میدانی در مسابقات قهرمانی جوانان جهان در سال ۲۰۱۱ بود که در دوی ۲۰۰ متر شرکت کرد.او در مرحلهٔ خود به آخر شد و بهترین زمان شخصی ۲۶٫۶۹ ثانیه را ثبت کرد. او به مرحله نیمه نهایی صعود نکرد. او سپس در مسابقات قهرمانی نوجوانان جهان ۲۰۱۲ در ۱۰۰ متر شرکت کرد. او از مسابقات خود محروم شد و بنابراین دیگر در مسابقات شرکت نکرد.

### بازی‌های المپیک تابستانی ۲۰۱۲
رقابت بزرگ بعدی لوپس بازی‌های المپیک تابستانی ۲۰۱۲ لندن بود. او در دوی ۱۰۰ متر راه یافت و شرکت کرد.برای دور مقدماتی، او در نوبت چهارم قرعه‌کشی شد. در نوبت نه ورزشکار، لوپس با زمان ۱۲٫۷۲ ثانیه چهارم شد. او ۱٫۱۲ ثانیه از برنده مسابقات، توئا ویسیل از پاپوآ گینه نو کندتر بود. به‌طور کلی، زمان لوپس هفدهمین سریع‌ترین زمان در دور مقدماتی بود. او به نوبت درست، پیشرفت نکرد. با شرکت در بازی‌های ۲۰۱۲، او جوان‌ترین کیپ وردی شد که با ۱۷ سال و ۳۳۷ روز سن در بازی‌های المپیک شرکت کرد.

### ۲۰۱۳–۱۶
در مسابقات فرانکوفنی ۲۰۱۳، لوپس در دوی ۱۰۰ متر و ۲۰۰ متر شرکت کرد. در ۱۰۰ متر او با زمان ۱۲٫۸۵ ثانیه دوید و در مجموع با دایان آدری نیوز از سیشل که تنها ورزشکار کندتر از او بود، دوم شد. لوپس به فینال صعود نکرد. در دوی ۲۰۰ متر، لوپس با زمان ۲۶٫۱۷ ثانیه آخر شد و به فینال راه پیدا نکرد.در بازهای لوزوفومی ۲۰۱۴، لوپس در زمان ۱۲٫۴۹ ثانیه در ۱۰۰ متر چهارم شد و در زمان ۲۵٫۰۷ ثانیه، مدال نقره دوی ۲۰۰ متر را به دست آورد. او در مادهٔ ۲۰۰ متر برندهٔ مدال، ۰٫۰۷ ثانیه پشت سر رنگیتا چالاه هندی به پایان رسید.مسابقات جهانی ۲۰۱۵ اولین مسابقات قهرمانی جهانی لوپس برای بزرگسالان بود.او در دوی ۱۰۰ متر شرکت کرد و با رکورد ۱۲٫۴۳ ثانیه به رکورد ملی کیپ ورد در پایان رسید.در مجموع، او در بین ۵۳ ورزشکار، چهل و نهمین سریع‌ترین ورزشکار بود و به مرحلهٔ نیمه‌نهایی صعود نکرد. در بازی‌های آفریقایی ۲۰۱۵، لوپس در مجموع در ۱۰۰ متر با زمان ۱۲٫۵۵ ثانیه در ردهٔ ۲۷ و در مجموع ۲۰۰ متر با زمان ۲۵٫۵۳ ثانیه به مقام بیست و نهم دست یافت.رقابت مهم بعدی لوپس، مسابقات دو و میدانی قهرمانی ایبرو-آمریکایی ۲۰۱۶ بود. او در دوی ۱۰۰ متر شرکت کرد و در مجموع با زمان ۱۲٫۶۷ ثانیه آخر شد.

### بازی‌های المپیک تابستانی ۲۰۱۶
در بازی‌های المپیک تابستانی ۲۰۱۶، لوپس در دوی ۱۰۰ متر شرکت کرد. برای دور مقدماتی، او در نوبت دو قرار گرفت که در آن هفت ورزشکار دیگر در کنار لوپس حضور داشتند. در مسابقه ۱۲ اوت ۲۰۱۶، او زمان ۱۲٫۳۸ ثانیه را دوید. زمان لوپس یک رکورد جدید ملی کیپ ورد بود.او پس از مسابقه به اوشن پرس گفت: «من حرفی ندارم. خیلی خوشحالم.»زمان لوپس نهمین سریعترین زمان از ۲۴ ورزشکار در دور مقدماتی بود؛ زمان او ۰٫۰۴ ثانیه کندتر از کندترین ورزشکار برای صعود به دور بعدی بود و بنابراین، او حذف شد.